# Le François
Le François ist eine französische Gemeinde mit 15.858 Einwohnern (Stand 1. Januar 2022) im Übersee-Département Martinique. Sie gehört zum Arrondissement Le Marin und war bis zu deren Auflösung 2015 Hauptort zweier Kantone (Kanton Le François-1 Nord und Kanton Le François-2 Sud).

## Geographie
Die Gemeinde liegt an der östlichen Küste der Insel, 20 Kilometer östlich vom Hauptort Fort-de-France.

## Bevölkerungsentwicklung
| Jahr      | 1967   | 1974   | 1982   | 1990   | 1999   | 2009   |
| --------- | ------ | ------ | ------ | ------ | ------ | ------ |
| Einwohner | 15.294 | 15.036 | 14.383 | 16.925 | 18.533 | 19.474 |

## Sehenswürdigkeiten
- Museum und Park Habitation Clément

## Persönlichkeiten
- Paulette Nardal (1896–1985), Schriftstellerin und Journalistin
- Rose-Aimée Bacoul (* 1952), Leichtathletin
- Dédé Saint Prix (* 1953), Musiker
- Marie-Line Scholent (* 1966), Sprinterin
- Kévin Parsemain (* 1988), Fußballspieler